# Liste der Kulturdenkmäler in Marburg
Die folgende Liste enthält die in der Denkmaltopographie ausgewiesenen Kulturdenkmäler auf dem Gebiet  der  Stadt Marburg, Landkreis Marburg-Biedenkopf, Hessen.
Hinweis: Die Reihenfolge der Denkmäler in dieser Liste orientiert sich zunächst an Stadtteilen und anschließend der Anschrift, alternativ ist sie auch nach der Bezeichnung oder der Bauzeit sortierbar.
Kulturdenkmäler werden fortlaufend im Denkmalverzeichnis des Landes Hessen durch das Landesamt für Denkmalpflege Hessen auf Basis des Hessischen Denkmalschutzgesetzes (HDSchG) geführt. Die Schutzwürdigkeit eines Kulturdenkmals hängt nicht von der Eintragung in das Denkmalverzeichnis des Landes Hessen oder der Veröffentlichung in der Denkmaltopographie ab.

```
Hinweis: Bisher ist im Rahmen der Denkmaltopographie nur der Band „Stadt Marburg
 
II“ erschienen, der die Stadterweiterungen und Stadtteile ab dem 18. Jahrhundert enthält. Deshalb fehlen die Oberstadt und ihre ursprünglichen Vorstädte Ketzerbach, Grün und Weidenhausen.
```

Die Kulturdenkmäler der einzelnen Ortsteile sind in eigenen Listen enthalten:
- Liste der Kulturdenkmäler in Bauerbach
- Liste der Kulturdenkmäler in Bortshausen
- Liste der Kulturdenkmäler in Cappel
- Liste der Kulturdenkmäler in Cyriaxweimar
- Liste der Kulturdenkmäler in Dagobertshausen
- Liste der Kulturdenkmäler in Dilschhausen
- Liste der Kulturdenkmäler in Elnhausen
- Liste der Kulturdenkmäler in Ginseldorf
- Liste der Kulturdenkmäler in Gisselberg
- Liste der Kulturdenkmäler in Haddamshausen
- Liste der Kulturdenkmäler in Hermershausen
- Liste der Kulturdenkmäler in Marbach
- Liste der Kulturdenkmäler in Michelbach
- Liste der Kulturdenkmäler in Moischt
- Liste der Kulturdenkmäler in Ronhausen
- Liste der Kulturdenkmäler in Schröck
- Liste der Kulturdenkmäler in Wehrda
- Liste der Kulturdenkmäler in Wehrshausen

## Kulturdenkmäler
| Bild                                           | Bezeichnung                                         | Lage                                                                              | Beschreibung | Bauzeit            | Daten |
| ---------------------------------------------- | --------------------------------------------------- | --------------------------------------------------------------------------------- | --- | ------------------ | ----- |
| weitere Bilder                                 | Elisabethkirche                                     | Elisabethstraße 3 Lage                                                            | Frühgotische Kirche, erbaut 1235–1283 am Fuße des Marburger Schlossbergs, erster rein gotischer Kirchbau im deutschen Kulturgebiet:590–598 | 1235–1283          |       |
| weitere Bilder                                 | Ehem. Elisabeth-Hospital Marburg                    | Elisabethstraße Pilgrimstein Lage                                                 | Vom ehemaligen St. Elisabeth Hospital ist nur die Ruine der Franziskuskapelle erhalten:598 | 1254               |       |
| weitere Bilder                                 | Ehem. Deutschordensgebäude                          | Firmaneiplatz Lage                                                                | Ehem. Deutschordensgebäude:598 |                    |       |
| weitere Bilder                                 | Marienkirche                                        | Lutherischer Kirchhof 2 Lage                                                      | Marienkirche:599 |                    |       |
| weitere Bilder                                 | Alte Universität                                    | Rudolphsplatz/Lahntor/Reitgasse Lage                                              | Ehem. Dominikanerkloster:598 |                    |       |
| weitere Bilder                                 | Ehemaliges Franziskanerkloster Marburg              | Barfüßerstraße 1 / Am Plan Lage                                                   | Ehemaliges Franziskanerkloster von 1234/35; seit 1528 in Besitz der Universität | 1234/35            |       |
| weitere Bilder                                 | Kunstgebäude der Philipps-Universität Marburg       | Biegenstraße 11 Lage                                                              | Ehem. Ernst-von-Hülsen-Haus |                    |       |
| weitere Bilder                                 | Ehemaliges Gaswerk                                  | Marburg, Afföllerwiesen 3a/11 LageFlur: 1, Flurstück: 56/2                        | | 1862/63            |       |
| Wohnhäuser                                     | Wohnhäuser                                          | Marburg, Alter Kirchhainer Weg 4/6/10/12/14 LageFlur: 10, Flurstück: 19/5, 19/7   | | 1920/21            |       |
| Brüder-Grimm-Schule                            | Brüder-Grimm-Schule                                 | Marburg, Alter Kirchhainer Weg 8 LageFlur: 10, Flurstück: 19/7, 19/8              | | 1952/53            |       |
| Bild gesucht BW                                | Wohnhaus                                            | Marburg, Alter Kirchhainer Weg 18 LageFlur: 10, Flurstück: 153/13                 | | 1926               |       |
| weitere Bilder                                 | Schützenpfuhlbrücke                                 | Marburg, Am Krekel o. Nr. LageFlur: 13, Flurstück: 117/4                          | Fünffeldrige Sandstein-Bogenbrücke | 1892               |       |
|                                                |                                                     | Marburg, Am Plan 3 LageFlur: 29, Flurstück: 177/2                                 | Haus auf der Stadtmauer | 1752               |       |
| Ehemaliger Pulverturm                          | Ehemaliger Pulverturm                               | Marburg, Am Pulverturm o. Nr. LageFlur: 41, Flurstück: 42/4                       | | 1357 Ersterwähnung |       |
| weitere Bilder                                 | Rabenstein                                          | Marburg, Am Rabenstein o. Nr. LageFlur: 10, Flurstück: 52/215                     | Historische Schwertrichtstätte | 1591               |       |
| weitere Bilder                                 | Jüdischer Friedhof                                  | Marburg, An den Sichengärten o. Nr. LageFlur: 7, Flurstück: 66/6                  | | 18./20. Jh.        |       |
| Bild gesucht BW                                | Wohnhaus                                            | Marburg, Andréstraße 9 LageFlur: 48, Flurstück: 53/1                              | | 1923               |       |
| Bild gesucht BW                                | Mehrfamilienwohnhaus                                | Marburg, Andréstraße 24 LageFlur: 8, Flurstück: 90/48                             | | 1930               |       |
| Fernheizwerk                                   | Fernheizwerk                                        | Marburg, Auf den Lahnbergen o. Nr. LageFlur: 45, Flurstück: 40                    | | 1968–72            |       |
| Ehem. Gebäranstalt, ehem. „Grüner Schulhaus“   | Ehem. Gebäranstalt, ehem. „Grüner Schulhaus“        | Marburg, Auf der Weide 2 LageFlur: 19, Flurstück: 78/1                            | | 1700 ca.           |       |
| Brücke                                         | Brücke                                              | Marburg, Auf der Weide o. Nr. LageFlur: 19, Flurstück: 96/1, 213/1, 77/8          | | 1904               |       |
| Bild gesucht BW                                | Ehemalige Luftschutzanlage                          | Marburg, Bahnhof Marburg LageFlur: 4, Flurstück: 18/114                           | | 1944               |       |
| Bild gesucht BW                                | Bahnbetriebswerk Marburg                            | Marburg, Rudolf-Bultmann-Straße 2b LageFlur: 3,4, Flurstück: 29/2, 18/114         | Ringschuppen, Drehscheibe, Werkstattbau, Lokomotivhalle, Verwaltungsgebäude | 1847 Baubeginn     |       |
| Bild gesucht BW                                | Wohn-/Wirtschaftsgebäude                            | Marburg, Blitzweg 19 LageFlur: 55, Flurstück: 50                                  | | 1926/27            |       |
| weitere Bilder                                 | Ökumenisches Zentrum Thomaskirche                   | Marburg, Chemnitzer Straße 2 LageFlur: 56, Flurstück: 244                         | 1973 eingeweihtes Ökumenisches Gemeindezentrum im Marburger Stadtteil Richtsberg | 1972/73            |       |
| Bild gesucht BW                                | Wohnhaus                                            | Marburg, Dürerstraße 20 LageFlur: 52, Flurstück: 3/1                              | | 1921/22            |       |
| Bild gesucht BW                                | Wohnhaus                                            | Marburg, Dürerstraße 25/27/29 LageFlur: 49, Flurstück: 64/11, 64/16, 64/15        | | 1922               |       |
| Bild gesucht BW                                | Behring-Villa                                       | Marburg, Elsenhöhe 18 LageFlur: 38, Flurstück: 59/1                               | | 1911 ca.           |       |
| Annablick                                      | Annablick                                           | Marburg, Elsenhöhe o. Nr. LageFlur: 38, Flurstück: 59/31                          | | 1902               |       |
| Bild gesucht BW                                | Studentenhaus und Mensa                             | Marburg, Erlenring 5 LageFlur: 6, Flurstück: 16/45                                | | 1960–62            |       |
| Zollamt                                        | Zollamt                                             | Marburg, Ernst-Giller-Straße 4 LageFlur: 4, Flurstück: 1/10                       | | 1949–53            |       |
| Ehemaliger Südbahnhof                          | Ehemaliger Südbahnhof                               | Marburg, Frauenbergstraße 1a LageFlur: 13, Flurstück: 120/6                       | | 19. Jh.            |       |
| Ehemaliges Dienstgebäude der Kreisbahn Marburg | Ehemaliges Dienstgebäude der Kreisbahn Marburg      | Marburg, Frauenbergstraße 10 LageFlur: 13, Flurstück: 10/41                       | | 1905               |       |
| Bild gesucht BW                                | Wohnhaus                                            | Marburg, Galgenweg 11 LageFlur: 8, Flurstück: 34                                  | | 1927               |       |
| Bild gesucht BW                                | Doppelwohnhaus                                      | Marburg, Georg-Voigt-Straße 17/19 LageFlur: 55, Flurstück: 46, 47, 48             | | 1931               |       |
| Bild gesucht BW                                | Ehem. Kurhotel Ortenberg                            | Marburg, Georg-Voigt-Straße 21 LageFlur: 55, Flurstück: 49                        | | 1929               |       |
| weitere Bilder                                 | Katholische Liebfrauenkirche                        | Marburg, Großseelheimer Straße 10 LageFlur: 41, Flurstück: 47/13                  | | 1963/64            |       |
| Bild gesucht BW                                | Chemische Institute                                 | Marburg, Hans-Meerwein-Straße 4 LageFlur: 45, Flurstück: 26/17                    | | 1967–71            |       |
| Bild gesucht BW                                | Hörsaalgebäude                                      | Marburg, Hans-Meerwein-Straße 8 LageFlur: 45, Flurstück: 26/17                    | | 1971/72            |       |
| Bild gesucht BW                                | Sachteil Sgraffito am Gebäude der Jugendpsychiatrie | Marburg, Hans-Sachs-Straße 4 LageFlur: 53, Flurstück: 2/2                         | | 1955/58            |       |
| Bild gesucht BW                                | Wohnhaus                                            | Marburg, Heinrich-Heine-Straße 17 LageFlur: 7, Flurstück: 386/12                  | | 1927/28            |       |
| Bild gesucht BW                                | Wohnhaus                                            | Marburg, Heinrich-Heine-Straße 45 LageFlur: 54, Flurstück: 32/3                   | | 1933               |       |
| weitere Bilder                                 | Kaiser-Wilhelm-Turm                                 | Marburg, Hermann-Bauer-Weg 2 LageFlur: 45, Flurstück: 21/8                        | | 1874               |       |
| Elisabeth-Haus                                 | Elisabeth-Haus                                      | Marburg, Hermann-Jacobsohn-Weg 2 LageFlur: 11, Flurstück: 58/1                    | | 1883               |       |
| Bahnwärterhaus                                 | Bahnwärterhaus                                      | Marburg, Hermann-Jacobsohn-Weg 2a LageFlur: 11, Flurstück: 56/5                   | | 1907               |       |
| Ehem. Revierförsterdienstgehöft                | Ehem. Revierförsterdienstgehöft                     | Marburg, Hermann-Jacobsohn-Weg 7 LageFlur: 11, Flurstück: 60/5                    | | 1899               |       |
| Bild gesucht BW                                | Wohnhaus                                            | Marburg, Heusinger-Straße 1 LageFlur: 5, Flurstück: 343/14                        | | 1910               |       |
| Bild gesucht BW                                | Sachgesamtheit                                      | Marburg, Höhlsgasse 4 LageFlur: 10, Flurstück: 22/1, 23/4                         | | 1912               |       |
| Vereinshaus der Akademischen Turnverbindung    | Vereinshaus der Akademischen Turnverbindung         | Marburg, Kaffweg 11 LageFlur: 10, Flurstück: 30/3                                 | | 1912               |       |
| Bild gesucht BW                                | Universitätsneubauamt                               | Marburg, Karl-von-Frisch-Straße 4 LageFlur: 45, Flurstück: 26/17                  | | 1963–65            |       |
| Bild gesucht BW                                | Neuer Botanischer Garten                            | Marburg, Karl-von-Frisch-Straße 6 LageFlur: 45, Flurstück: 26/17                  | | 1966 Baubeginn     |       |
| Wohnhaus                                       | Wohnhaus                                            | Marburg, Körnerstraße 4 LageFlur: 41, Flurstück: 8/2                              | | 1928/29            |       |
| Wohnhaus                                       | Wohnhaus                                            | Marburg, Körnerstraße 6 LageFlur: 41, Flurstück: 236/9                            | | 1936/37            |       |
| weitere Bilder                                 | Ehem. landgräfliche Kanzlei ("Neue Kanzlei")        | Marburg, Landgraf-Philipp-Straße 4 Lage                                           | Seit 1981 Religionskundliche Sammlung der Universität Marburg. | 1573–75            |       |
| weitere Bilder                                 | Denkmal                                             | Marburg, Ludwig-Schüler-Park o. Nr. LageFlur: 3, Flurstück: 24/9                  | Denkmal für die Gefallenen der Marburger Jäger und ihrer Opfer im Ersten Weltkrieg | 1923               |       |
| Direkt Bild zu diesem Denkmal hochladen        | Kreuz                                               | Marburg, Ohne Anschrift Flur: 45, Flurstück: 28/31                                | | 14. Jh.            |       |
| weitere Bilder                                 | Bismarckturm                                        | Marburg, Ohne Anschrift LageFlur: 10, Flurstück: 65/6                             | | 1903               |       |
| Direkt Bild zu diesem Denkmal hochladen        | Soldatenfriedhof                                    | Marburg, Ohne Anschrift Flur: 46, Flurstück: 6/278                                | |                    |       |
| weitere Bilder                                 | Denkmal                                             | Marburg, Ohne Anschrift LageFlur: 25, Flurstück: 200/6                            | | 1910               |       |
| Direkt Bild zu diesem Denkmal hochladen        | Kriegerdenkmal                                      | Marburg, Ohne Anschrift Flur: 9, Flurstück: 50/4                                  | | 1923               |       |
| Bild gesucht BW                                | Freitagstempel                                      | Marburg, Ohne Anschrift (Kirchspitze) LageFlur: 36, Flurstück: 1/5                | | 1874               |       |
| Denkmal                                        | Denkmal                                             | Marburg, Ortenbergplatz o. Nr. LageFlur: 54, Flurstück: 44/2                      | Denkmal für 41 Gefallene des Deutsch-Französischen Krieges 1870–71 aus Kreis und Stadt Marburg. |                    |       |
| Ehemaliges Forstsekretärdienstgehöft           | Ehemaliges Forstsekretärdienstgehöft                | Marburg, Pestalozzistraße 7 LageFlur: 42, Flurstück: 319/50                       | | 1937               |       |
| Verwaltungsgebäude Der Kreisbauernschaft       | Verwaltungsgebäude Der Kreisbauernschaft            | Marburg, Rollwiesenweg 2 LageFlur: 43, Flurstück: 26/9                            | | 1936               |       |
| Bild gesucht BW                                | Ehem. Pferdestall mit Kutscherwohnung und Remise    | Marburg, Rudolf-Bultmann-Straße 4/4c LageFlur: 54, Flurstück: 7/10, 7/11          | | 1900               |       |
| Bild gesucht BW                                | Ehem. Universitäts-Reitinstitut                     | Marburg, Rudolf-Bultmann-Straße o. Nr. LageFlur: 54, Flurstück: 1/14              | | 1900               |       |
| Bild gesucht BW                                | Haus Bethanien                                      | Marburg, Schützenstraße 49 LageFlur: 53, Flurstück: 1/8                           | | 1916               |       |
| Bild gesucht BW                                | Wohnhaus                                            | Marburg, Spiegelslustweg 18 LageFlur: 8, Flurstück: 13/2                          | | 1930               |       |
| Bild gesucht BW                                | Wohnhaus                                            | Marburg, Spiegelslustweg 20 LageFlur: 7, Flurstück: 456/63                        | | 1929/30            |       |
| Bild gesucht BW                                | Villa, Garten                                       | Marburg, Spiegelslustweg 22 LageFlur: 8, Flurstück: 33/6                          | | 1922/23            |       |
| Bild gesucht BW                                | Gartenhaus                                          | Marburg, Spiegelslustweg 34 LageFlur: 8, Flurstück: 27/2                          | | 1910/11            |       |
| Bild gesucht BW                                | Wohnhaus                                            | Marburg, (ehem. Walter-Voß-Weg) Katharina-Eitel-Weg 2 LageFlur: 8, Flurstück: 5/4 | | 1957/58            |       |
| Ehem. Laboratorium Emil von Behrings           | Ehem. Laboratorium Emil von Behrings                | Marburg, Wannkopfstraße 13 LageFlur: 36, Flurstück: 8/1                           | | 1904               |       |
| Wohnhaus                                       | Wohnhaus                                            | Marburg, Zeppelinstraße 2 LageFlur: 42, Flurstück: 51/8                           | | 1911/12            |       |
| weitere Bilder                                 | "Alte Hauptpost" Marburg                            | Marburg, Zimmermannstraße 2 LageFlur: 1,2, Flurstück: 25/4, 25/6, 25/36, 30/5     | | 1976               |       |
| weitere Bilder                                 | Behring-Mausoleum                                   | Marburg, außerhalb LageFlur: 38, Flurstück: 13/3                                  | letzte Ruhestätte von Emil von Behring und seiner Frau Else von Behring | 1918               |       |
| weitere Bilder                                 | Grenzstein                                          | Marburg, außerhalb (Gemarkung Ockershausen) LageFlur: 11, Flurstück: 12/12        | Grenzstein auf der Gemarkungsgrenze zwischen Marburg und Ockershausen. Sandstein mit hoher schlanker Formgebung und dachförmigem Abschluss. Bezeichnung der Seitenflächen: M für Marburg und Jahreszahl 1598. I und W (verbunden) für Iohann Wolff. Dieser war Leibarzt des Landgrafen Ludwig IV. und erwarb um 1595 in Ockershausen das ehemalige Rittergut des „Hose von Ockershausen“, mit dem Johann Wolff 1611 eine wohltätige Stiftung gründete. | 1598               |       |

## Gesamtanlage 1: Südviertel
Liste der Kulturdenkmäler in Marburg Gesamtanlage 1: Südviertel

## Gesamtanlage 2: Westliche Stadterweiterung
Liste der Kulturdenkmäler in Marburg Gesamtanlage 2: Westliche Stadterweiterung

## Gesamtanlage 3: Marbacher Weg/Renthof
Liste der Kulturdenkmäler in Marburg Gesamtanlage 3: Marbacher Weg/Renthof

## Gesamtanlage 4: Wilhelm-Roser-Straße/Augustenruhe
Liste der Kulturdenkmäler in Marburg Gesamtanlage 4: Wilhelm-Roser-Straße/Augustenruhe

## Gesamtanlage 5: Wehrdaer Weg
Liste der Kulturdenkmäler in Marburg Gesamtanlage 5: Wehrdaer Weg

## Gesamtanlage 6: Bahnhofstraße/Klinikviertel
Liste der Kulturdenkmäler in Marburg Gesamtanlage 6: Bahnhofstraße/Klinikviertel

## Gesamtanlage 7: Am Bahnhof
Liste der Kulturdenkmäler in Marburg Gesamtanlage 7: Am Bahnhof

## Gesamtanlage 8: Neue Kasseler Straße
| Bild                                 | Bezeichnung                          | Lage                                                            | Beschreibung | Bauzeit | Daten |
| ------------------------------------ | ------------------------------------ | --------------------------------------------------------------- | ------------ | ------- | ----- |
| Gesamtanlage 8, Neue Kasseler Straße | Gesamtanlage 8, Neue Kasseler Straße | Marburg, Neue Kasseler Straße Lage                              |              |         |       |
| Wohnhaus                             | Wohnhaus                             | Marburg, Neue Kasseler Straße 3 LageFlur: 4, Flurstück: 152/1   |              | 1898    |       |
| Wohnhaus                             | Wohnhaus                             | Marburg, Neue Kasseler Straße 3 ½ LageFlur: 4, Flurstück: 155/1 |              | 1900    |       |

## Gesamtanlage 9: Afföllerstraße
| Bild                           | Bezeichnung                    | Lage                                                                    | Beschreibung | Bauzeit | Daten |
| ------------------------------ | ------------------------------ | ----------------------------------------------------------------------- | ------------ | ------- | ----- |
| Gesamtanlage 9, Afföllerstraße | Gesamtanlage 9, Afföllerstraße | Marburg, Afföllerstraße, Eisenstraße Lage                               |              |         |       |
| Villa                          | Villa                          | Marburg, Afföllerstraße 84 LageFlur: 2, Flurstück: 484/10, 484/4, 491/3 |              | 1926/27 |       |

## Gesamtanlage 10: Biegenviertel
Liste der Kulturdenkmäler in Marburg Gesamtanlage 10: Biegenviertel

## Gesamtanlage 11: Bei St. Jost
| Bild                | Bezeichnung                                  | Lage                                                             | Beschreibung | Bauzeit        | Daten |
| ------------------- | -------------------------------------------- | ---------------------------------------------------------------- | --- | -------------- | ----- |
| weitere Bilder      | Gesamtanlage 11, Bei St. Jost                | Marburg, Bei St. Jost, Friedhofskapelle St. Jost, Friedhof Lage  | |                |       |
| Wohnhaus mit Remise | Wohnhaus mit Remise                          | Marburg, Bei St. Jost 9 LageFlur: 19, Flurstück: 426/43          | | 1899           |       |
| Wohnhaus            | Wohnhaus                                     | Marburg, Bei St. Jost 10 LageFlur: 19, Flurstück: 35/11          | | 1909           |       |
| Wohnhaus            | Wohnhaus                                     | Marburg, Bei St. Jost 12 LageFlur: 19, Flurstück: 200/35         | | 1909           |       |
| Wohnhaus            | Wohnhaus                                     | Marburg, Bei St. Jost 13 LageFlur: 19, Flurstück: 44/4, 44/7     | | 1905           |       |
| Wohnhaus            | Wohnhaus                                     | Marburg, Bei St. Jost 14 LageFlur: 19, Flurstück: 35/4           | | 1909           |       |
| Wohnhaus            | Wohnhaus                                     | Marburg, Bei St. Jost 22 LageFlur: 19, Flurstück: 37/1           | | 1904           |       |
| weitere Bilder      | Sachgesamtheit Friedhofskapelle mit Friedhof | Marburg, Bei St. Jost o. Nr. LageFlur: 7, Flurstück: 84/1, 149/4 | Ehemaligen Siechenkapelle der Unteren Sieche (Frauenhospiz), kleine gotische Saalkirche mit Fünfachtelschluss und Dachreiter | 1310 Baubeginn |       |

## Gesamtanlage 12: Cappeler Straße, Zentrum für Soziale Psychiatrie Marburg
| Bild                                    | Bezeichnung                                                               | Lage                                                                 | Beschreibung | Bauzeit | Daten |
| --------------------------------------- | ------------------------------------------------------------------------- | -------------------------------------------------------------------- | ------------ | ------- | ----- |
| Direkt Bild zu diesem Denkmal hochladen | Gesamtanlage 12, Cappeler Straße, Zentrum für Soziale Psychiatrie Marburg | Marburg, Cappeler Straße, Kirche, Kapelle und Leichenhalle           |              |         |       |
| Bild gesucht BW                         | Cappeler Straße o. Nr.                                                    | Marburg, Evangelische Kirche LageFlur: 12, Flurstück: 127/39, 128/39 |              | 1913    |       |
| Direkt Bild zu diesem Denkmal hochladen | Cappeler Straße o. Nr.                                                    | Marburg, Kapelle mit Leichenhalle Flur: 12, Flurstück: 139/39        |              | 1872–76 |       |

## Gesamtanlage 13: Ockershäuser Allee
| Bild | Bezeichnung                         | Lage                                                                                         | Beschreibung | Bauzeit | Daten |
| --- | ----------------------------------- | -------------------------------------------------------------------------------------------- | ------------ | ------- | ----- |
| Bild gesucht BW | Gesamtanlage 13, Ockershäuser Allee | Marburg, Am Grünen Hang, Konrad-Laucht-Weg, Ockershäuser Allee, Taubenweg, Ziegelstraße Lage |              |         |       |
| Marburg Am Grünen Hang 1 gesehen von Ziegelstraße 3 | Wohnhaus                            | Marburg, Am Grünen Hang 1 LageFlur: 22, Flurstück: 31/37                                     |              | 1925/26 |       |
| Kulturdenkmal "Marburg, Doppelwohnhaus, Ockershäuser Allee 26/28, Flur: 17, Flurstück: 51/19, 51/20", Baujahr 20. Jh., gesehen von Norden                        | Doppelwohnhaus                      | Marburg, Ockershäuser Allee 26/28 LageFlur: 17, Flurstück: 51/19, 51/20                      |              | 20. Jh. |       |
| Kulturdenkmal "Marburg, Doppelwohnhaus, Ockershäuser Allee 30/32, Flur: 17, Flurstück: 51/1, 51/2, 51/7, 51/8", Baujahr 1905, gesehen von Karl-Doerbecker-Straße | Doppelwohnhaus                      | Marburg, Ockershäuser Allee 30/32 LageFlur: 17, Flurstück: 51/1, 51/2, 51/7, 51/8            |              | 1905    |       |
| Kulturdenkmal "Marburg, Doppelwohnhaus, Ockershäuser Allee 34/36, Flur 15, Flurstück 50/6, 50/14", Baujahr 1905, gesehen von Karl-Doerbecker-Straße              | Doppelwohnhaus                      | Marburg, Ockershäuser Allee 34/36 LageFlur: 15, Flurstück: 50/6, 50/14                       |              | 1905    |       |
| weitere Bilder | Wohnhaus                            | Marburg, Ockershäuser Allee 35 LageFlur: 22, Flurstück: 235/31                               |              | 1927/28 |       |
| weitere Bilder | Wohnhaus                            | Marburg, Ockershäuser Allee 45 LageFlur: 22, Flurstück: 39/21                                |              | 1853–58 |       |
| Bild gesucht BW | Wohnhaus                            | Marburg, Taubenweg 3 LageFlur: 22, Flurstück: 236/31                                         |              | 1927/28 |       |
| Kulturdenkmal "Wohnhaus, Marburg, Taubenweg 5/7/9, Flur 22, Flurstück 31/35, 232/31, 31/16", Baujahr 1926/27, gesehen von Süden                                  | Wohnhaus                            | Marburg, Taubenweg 5/7/9 LageFlur: 22, Flurstück: 31/35, 232/31, 31/16                       |              | 1926/27 |       |
| Doppelwohnhaus | Doppelwohnhaus                      | Marburg, Ziegelstraße 3/5 LageFlur: 22, Flurstück: 238/31, 237/31, 238/32                    |              | 1926/27 |       |

## Gesamtanlage 14: Ortskern Ockershausen
| Bild | Bezeichnung                            | Lage | Beschreibung | Bauzeit | Daten |
| --- | -------------------------------------- | --- | --- | ------- | ----- |
| Bild gesucht BW | Gesamtanlage 14, Ortskern Ockershausen | Marburg, Alte Kirchhofsgasse, Bachweg, Borngasse, Gladenbacher Weg, Hermannstraße, Hohe Leuchte, Hohlweg, Ockershäuser Schulgasse, Ockershäuser Straße, Ockershäuser Allee, Roter Hof, Stadtwaldstraße, Stiftstraße, Wiesenweg, Zwetschenweg Lage | |         |       |
| Kulturdenkmal "Marburg, Wohnhaus, Alte Kirchhofsgasse 7, Flur 8, Flurstück 186/97", Baujahr 1905, gesehen von Westen         | Wohnhaus                               | Marburg, Alte Kirchhofsgasse 7 LageFlur: 8, Flurstück: 186/97 | | 1905    |       |
| weitere Bilder | Hofanlage                              | Marburg, Alte Kirchhofsgasse 10/10a LageFlur: 4, Flurstück: 115/6, 115/7 | Manesse Hoop | 1806    |       |
| Kulturdenkmal "Marburg, Wohnhaus, Alte Kirchhofsgasse 13, Flur 8, Flurstück 92/3", Baujahr 18. Jh., gesehen von Süden        | Wohnhaus                               | Marburg, Alte Kirchhofsgasse 13 LageFlur: 8, Flurstück: 92/3 | | 18. Jh. |       |
| Kulturdenkmal "Marburg, Hakenhof, Hohlweg 9, Flur 4, Flurstück 48/1", Baujahr 19. Jh., gesehen von Südosten                  | Hakenhof                               | Marburg, Hohlweg 9 LageFlur: 4, Flurstück: 48/1 | | 19. Jh. |       |
| Kulturdenkmal "Marburg, Hofanlage Ockershäuser Schulgasse 1, Flur 8, Flurstück 23/3", Baujahr 18. Jh., gesehen von Nordosten | Hofanlage                              | Marburg, Ockershäuser Schulgasse 1 LageFlur: 8, Flurstück: 23/3 | | 18. Jh. |       |
| weitere Bilder | Ev. Matthäuskirche                     | Marburg, Stiftstraße 8 LageFlur: 5, Flurstück: 42/19 | | 1962/63 |       |
| Kulturdenkmal "Marburg, Wohnhaus, Stiftstraße 16, Flur 8, Flurstück 3/1", Baujahr 18. Jh., gesehen von Westen                | Wohnhaus                               | Marburg, Stiftstraße 16 LageFlur: 8, Flurstück: 3/1 | | 18. Jh. |       |
| Kulturdenkmal "Wohnhaus, Marburg, Stiftstraße 20, Flur 8, Flurstück 6/1", Baujahr 18. Jh., gesehen von Osten                 | Wohnhaus                               | Marburg, Stiftstraße 20 LageFlur: 8, Flurstück: 6/1 | | 18. Jh. |       |
| weitere Bilder | Wolffsches Hospital                    | Marburg, Stiftstraße 25 LageFlur: 7, Flurstück: 13/2 | Für das jetzige Stiftungsgebäude musste eine einzeln stehende Scheune und das "bedürftigen, älteren Personen" zur Verfügung stehende alte Pfründnerhaus abgerissen werden. Diese Pfründe, die Wolffsche Stiftung, besteht seit 1611. Sie wurde von dem Professor für Medizin Dr. Johann Wolff († 1616) ins Leben gerufen. Das neue, von Eichelberg & Dauber geplante Hospitalgebäude war zwar bereits 1912 fertiggestellt und feierlich eingeweiht, doch nach Aktenlage wurde die Rohbauabnahme erst nach Kriegsende 1919 beantragt. | 1912    |       |
| Kulturdenkmal "Marburg, Ehem. Schmiedehof, Stiftstraße 26, Flur 8, Flurstück 17/2", Baujahr 19. Jh.                          | Ehem. Schmiedehof                      | Marburg, Stiftstraße 26 LageFlur: 8, Flurstück: 17/2 | | 19. Jh. |       |
| weitere Bilder | Ehem. Alte Schule Ockershausen         | Marburg, Stiftstraße 28 LageFlur: 8, Flurstück: 18/4 | | 1845    |       |
| Kulturdenkmal "Marburg, Wohnhaus, Stiftstraße 34, Flur 8, Flurstück 24/4", Baujahr 18. Jh.                                   | Wohnhaus                               | Marburg, Stiftstraße 34 LageFlur: 8, Flurstück: 24/4 | | 18. Jh. |       |
| weitere Bilder | Ehemalige Neue Schule                  | Marburg, Zwetschenweg 10 LageFlur: 8, Flurstück: 42/22 | | 1901    |       |

## Gesamtanlage 15: Tannenbergkaserne
| Bild                                    | Bezeichnung                        | Lage | Beschreibung | Bauzeit | Daten |
| --------------------------------------- | ---------------------------------- | --- | ------------ | ------- | ----- |
| Direkt Bild zu diesem Denkmal hochladen | Gesamtanlage 15, Tannenbergkaserne | Marburg, Anne-Frank-Straße, Hannah-Arendt-Straße, Rudolf-Breitscheid-Straße                               |              |         |       |
| Bild gesucht BW                         | Sachgesamtheit Tannenberg-Kaserne  | Marburg, Rudolf-Breitscheid-Straße 1/3/5/9/11/15/17/21/23 LageFlur: 15, Flurstück: 3/36, 3/93, 3/49, 3/55 |              | 1938    |       |